# Sebastian Roché (criminologue)
Pour les articles homonymes, voir Sebastian Roché.
Ne doit pas être confondu avec Sébastien Roch.
Sebastian Roché, né le 8 juin 1961 à Gassin (Var), est un politologue français spécialisé en  criminologie, docteur en sciences politiques, directeur de recherche au CNRS au laboratoire Pacte, et éditeur (Europe) de Policing and Society, un des journaux internationaux sur la science de la police parmi les plus importants.
Ses travaux portent essentiellement sur les questions de délinquance et d'insécurité, puis sur les politiques judiciaires et policières comparées ainsi que sur la gouvernance de la police et les réformes du secteur de la sécurité (RSS - SSR).

## Biographie
En 1983, Sebastian Roché est diplômé de l'Institut d'études politiques de Grenoble.
En 1983-1984, il passe le DEA « études politiques » et, en 1991, soutient sa thèse sur le sentiment d'insécurité et obtient son doctorat de science politique. Il est recruté la même année au CNRS.
En 1997, il soutient son habilitation à diriger des recherches (HDR). Il a depuis publié sur différents travaux et notamment sur les relations entre le sport et la délinquance (Plus de sport, plus de délinquance), des résultats connus à l'étrangeret dérangeants pour les autorités .
Il est régulièrement auditionné par les plus hautes autorités de l'État, notamment à l'Assemblée nationale par la commission des Lois sur « La mesure statistique des délinquances et leurs conséquences » en 2012 ou par la mission d'information sur « La lutte contre l'insécurité sur tout le territoire » en 2013, en 2022 par la commission des Lois et la commission de la Culture sur la délinquance des mineurs. Il est nommé en 2016 par Bernard Cazeneuve au Conseil de la stratégie et de la prospective du ministère de l'Intérieur, et au conseil scientifiques de l'Institut des hautes études du ministère de l'Intérieur (IHEMI) depuis 2021. Il travaille actuellement au laboratoire Pacte.
Le 27 août 2019, à la suite de ses analyses des violences policières pendant le mouvement des Gilets jaunes, il est informé qu'il n'enseignera plus à l'École nationale supérieure de la Police (ENSP), où il intervenait depuis 1993. Il y voit une « décision politique ».

## Media
Il est considéré comme « l’un des sociologues les plus écoutés et influents sur les questions de police et sécurité » en France selon le rapport d'un panel international d'experts dédié à la police et aux émeutes[source insuffisante].
Il se prononce en faveur d’une police municipale non armée. Il dénonce aussi bien la tentation de ne rien faire contre la délinquance que la violence des forces de l'ordre lors des manifestations et le dysfonctionnement du système de contrôle des policiers.

## Analyses
Ses travaux ont été notamment passés en revue par un géographe, Bernard Allidières, par les sociologues Jérôme Ferret, Anaïk Purenneet Frédéric Ocqueteau, le politologue Mathieu Zagrodzki.
Le livre Police de proximité. Nos politiques de sécurité est présenté comme ayant pour thèse centrale l’abandon de la police de proximité au sein de la police nationale. Christian Chevandier considère dans la revue Le Mouvement social cet ouvrage comme « une étude magistrale ».

### La perception de la police par la population et les minorités
Sebastian Roché a été chargé du volet français de l’enquête Euro-Justis. Elle vise à comprendre les perceptions par la population adulte de la police, de son activité. Il s’agit d’abord de mesurer l’image globale de la police, ainsi que l’évaluation de son activité en matière d’efficacité d’une part, et d’équité ou d'impartialité (fairness) de l’autre. Les résultats ont été en partie publiés par le Nouvel Observateur sous le titre « la police raciste pour 40 % des Français »,. 
À partir de ces différents travaux, il a publié un livre de synthèse des relations police-population, et particulièrement police-minorité en 2016 (De la police en démocratie, Grasset) qualifié par le sociologue Frédéric Ocqueteau d'« ouvrage décisif » dans un compte rendu publié dans la revue Champ pénal en 2017, et qui résume ainsi le propos de l'auteur: « Tant du point de vue de la satisfaction générale en termes d’image que de confiance en termes de reconnaissance ou d’espoir dans son action, le premier chapitre dégage auprès de la population française un bilan très mitigé de la qualité de la police par rapport à ses homologues européennes. » Frédéric Ocqueteau précise toutefois que « certains résultats prêtent à discussion ». Il constate notamment que le rapport des policiers allemands avec les minorités turques ou turcophones n’est pas interrogé à parts égales avec celui de la police française confrontée à des minorités de culture maghrébine et de confession musulmane ce qui suscite un doute sur « un pan important de la démonstration ».

## Distinctions
Ses travaux lui ont valu différentes distinctions, parmi lesquelles : 
- Chevalier de l'ordre des Palmes académiques, proposé par le ministère de la Justice (2007)
- Prix Habert (essai) en 2006 (décerné par Le Figaro-Science Po)
- Prix Littéraire de la Gendarmerie nationale (catégorie Œuvres de réflexion) en 1997.
- Médaille de Bronze du CNRS au titre de l'année 1996.
- Prix Gabriel-Tarde, Mention Spéciale du Jury, décerné par l'Association Française de Criminologie en 1993.

## Vie privée
Il est le petit-fils de Henri-Pierre Roché, collectionneur et auteur du roman Jules et Jim.

## Ouvrages
- Le sentiment d'insécurité, Paris, PUF, 1993.
- Insécurité et libertés, Paris, le Seuil, 1994.
- La société incivile, Paris, le Seuil, 1996.
- Sociologie politique de l’insécurité, Paris, PUF, 1998.
- La Société d’hospitalité, Paris, le Seuil, 2000.
- La délinquance des jeunes. Les 13-19 ans racontent leurs délits, Paris, le Seuil, 2001. Le compte rendu par la revue Sciences Humaines.
- Tolérance zéro ? Incivilités et insécurité, Paris, Odile Jacob, 2002.
- Police de proximité, Paris, Le Seuil, 2004.
- Le frisson de l'émeute. Violences Urbaines et banlieues, Paris, Le Seuil, 2006.
- La famille explique-t-elle la délinquance des jeunes ?, Paris, CNAF éditions  (collection dossier d'étude no 10)2, mars 2008, 115 pages, 2008.
- The Governance and Oversight of Internal Security Forces In Turkey and the EU : a Comparative Evaluation, ed: UNDP, Ankara. 2013, 197 pages.
- Federalism and police systems, Genève, DCAF, 2011. Lire en ligne.
- The governance and oversight of internal security forces in Turkey and 7 EU countries, ed: UNDP, Ankara, 2015,  (ISBN 978-605-9239-03-5), Lire en ligne.
- De la police en démocratie, Paris, Grasset, 2016, interview Europe 1, et France 2.
- (avec D. Oberwittler) Police-Citizen Relations Across the World: Comparing sources and contexts of trust and legitimacy (Routledge Frontiers of Criminal Justice) 1st Edition 2018.
- (avec Mike Hough) Minority Youth and Social Integration. The ISRD-3 Sudy in Europe and the US, New York, Springer.
- La nation inachevée : la jeunesse face à l'école et la police, Grasset, 2022.
- La police contre la rue, Grasset, 2023 (avec François Rabaté).